# First Impressions of Earth
First Impressions of Earth è il terzo album del gruppo indie rock statunitense The Strokes, pubblicato il 2 gennaio 2006.

## Descrizione
Il primo singolo estratto dall'album è Juicebox, pubblicato il 13 dicembre 2005. Il secondo è Heart in a Cage. Il 24 luglio esce il terzo singolo You Only Live Once, tutti i tre video sono diretti da Samuel Bayer.
Questo album ha segnato una svolta nella musica degli Strokes, che hanno realizzato un album più pulito e curato rispetto ai precedenti Is This It? del 2001 e Room on Fire del 2003. Questa svolta non è stata ben accolta da una parte dei critici musicali e infatti l'album ha avuto recensioni con pareri discordanti, al contrario dei due album precedenti che erano stati acclamati dalla critica musicale.
Questo è stato il primo album dei The Strokes ad avere una Parental Advisory negli Stati Uniti.

## Formazione
- Julian Casablancas - voce
- Nick Valensi - chitarra
- Albert Hammond Jr. - chitarra
- Nikolai Fraiture - basso
- Fabrizio Moretti - batteria

## Tracce
1. You Only Live Once (Julian Casablancas) - 3:09
2. Juicebox (Julian Casablancas) - 3:17
3. Heart in a Cage (Julian Casablancas) -3:27
4. Razorblade (Julian Casablancas) - 3:29
5. On the Other Side (Julian Casablancas) - 4:38
6. Vision of Division (Julian Casablancas) - 4:20
7. Ask Me Anything (Julian Casablancas/Nick Valensi) - 3:12
8. Electricityscape (Julian Casablancas) - 3:33
9. Killing Lies (Julian Casablancas/Nikolai Fraiture) - 3:50
10. Fear of Sleep (Julian Casablancas) - 4:00
11. 15 Minutes (Julian Casablancas) - 4:34
12. Ize of the World (Julian Casablancas) - 4:29
13. Evening Sun (Julian Casablancas/Fabrizio Moretti) - 3:06
14. Red Light (Julian Casablancas) - 3:11